# Barreado

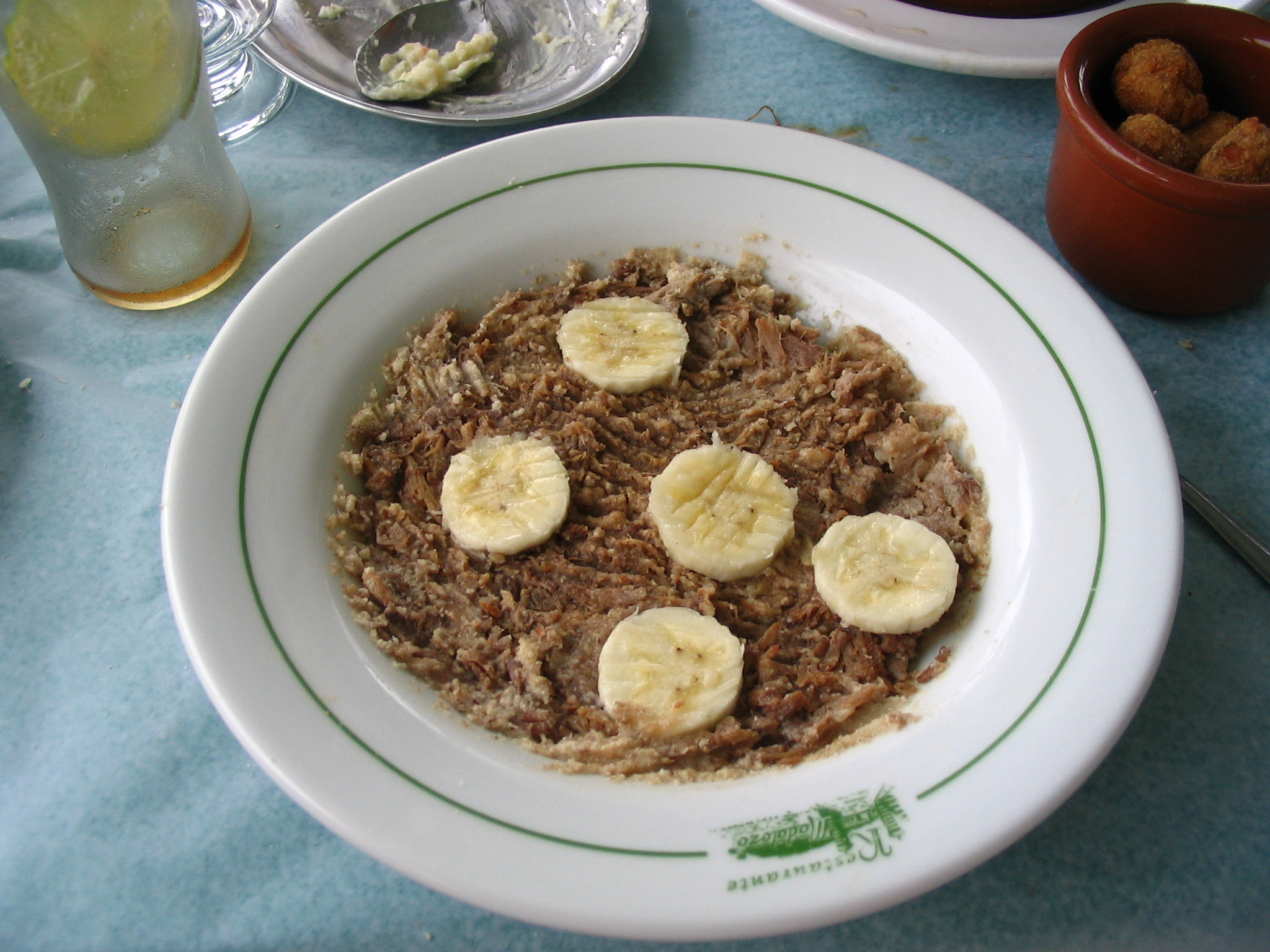
Barreado

Barreado ist ein Eintopf, der seinen Namen dem mit Lehm versiegelten Tontopf (port. Barro= Ton, Lehm) verdankt, in dem er früher 24 Stunden lang gekocht wurde. Es ist ein typisches Gericht aus der Region um Morretes, einer kleinen Stadt in der Serra da Graciosa in Paraná, Südbrasilien. 
Wichtigste Zutaten sind Rindfleisch, Speck, Zwiebeln, Tomaten, Essig und Knoblauch. Heutzutage wird das Gericht meist im Schnellkochtopf zubereitet, Kochzeit mindestens zwei Stunden. 
Serviert wird das Gericht traditionell mit einem Brei aus Farinha de Mandioca (Maniokmehl), süßen Bananen (beispielsweise Nanica) und Orangenscheiben. In manchen Rezepten wird das Maniokmehl direkt in den Eintopf gegeben und das Ganze anschließend mit poliertem Reis serviert.